# گردن (نبراسکا)
گردن(به انگلیسی: Gordon) شهری در ایالت نبراسکا کشور ایالات متحده آمریکا است که جمعیت آن در سرشماری سال ۲۰۱۰ میلادی، ۱٬۶۱۲ نفر بوده‌است.